# Liga Boliviana de Básquetbol Femenino
La Liga Boliviana de Básquetbol Femenino, conocida como LIBOFEM, es la máxima competición de clubes femeninos de baloncesto en Bolivia. El torneo es organizado por la Federación Boliviana de Básquetbol desde la gestión 2016.

## Participantes
Un total de 10 clubes han participado en la Libobásquet Femenina desde su creación en 2016.
En negrita los equipos que actualmente compiten en la Liga Boliviana de Básquetbol.
Conteo hasta la temporada 2019 inclusive.
| - 2 Alemán de Oruro - 2 Carl A-Z de Oruro - 2 Ej-Plaza de Quillacollo - 1 Libertad de Tarija - 1 Peñarol de Quillacollo - 1 Santa Ana de Potosí - 1 Uriona de Oruro - 1 Sporting de Cochabamba - 1 Emmanuel de La Paz | - 3 Tenis de La Paz - 2 San Simón de Cochabamba - 1 Spurs de Santa Cruz - 1 UCB de La Paz - 1 Villa Imperial de Potosi - 1 La Salle de La Paz - 1 Municipal de Potosí - 1 Orca de Santa Cruz - 1 Bol-Mar de La Paz |

## Historial de campeones División Mayor de Baloncesto Boliviano (DIMABBOL)
| DIMABBOL | DIMABBOL   | DIMABBOL              | DIMABBOL              |
| Año      | Sede Final | Campeón               | Subcampeón            |
| -------- | ---------- | --------------------- | --------------------- |
|          |            |                       |                       |
|          |            |                       |                       |
|          |            |                       |                       |
|          |            |                       |                       |
|          |            |                       |                       |
|          |            |                       |                       |
|          |            |                       |                       |
|          |            |                       |                       |
|          |            |                       |                       |
| 2003     |            |                       | Univalle (Cochabamba) |
| 2004     |            |                       | Univalle (Cochabamba) |
| 2005     |            |                       | Univalle (Cochabamba) |
| 2006     | La Paz     | Univalle (Cochabamba) | Univalle (La Paz)     |

- Datos incompletos

## Historial de campeones Liga Superior de Baloncesto de Bolivia (LSBB)
| Año  | Sede Final                                          | Campeón                                             | Subcampeón                                          |
| ---- | --------------------------------------------------- | --------------------------------------------------- | --------------------------------------------------- |
| 2007 | La Paz                                              | Univalle (Cochabamba)                               | Universitario (Tarija)                              |
| 2008 | Tarija                                              | Univalle (Cochabamba)                               |                                                     |
| 2009 | Sucre                                               | Univalle (Cochabamba)                               | Universidad Católica (La Paz)                       |
| 2010 | Potosí                                              | Univalle (Cochabamba)                               | Alemán (Oruro)                                      |
| 2011 | La Paz                                              | Univalle (Cochabamba)                               | San Simón (Cochabamba)                              |
| 2012 | Quillacollo                                         | Univalle (Cochabamba)                               | San Simón (Cochabamba)                              |
| 2013 | Santa Cruz                                          | Nonis (Santa Cruz)                                  | Universidad Católica (La Paz)                       |
| 2014 | Quillacollo                                         | San Simón (Cochabamba)                              | Universidad Católica (Santa Cruz)                   |
| 2015 |                                                     |                                                     |                                                     |
| 2016 | Se fundó la primera versión de la Libobasquet Damas | Se fundó la primera versión de la Libobasquet Damas | Se fundó la primera versión de la Libobasquet Damas |
| 2017 | Sucre                                               | Tenis (La Paz)                                      | Carl A-Z (Oruro)                                    |

## Historial
| Temporada                                         | Campeón                                           | Res.                                              | Subcampeón                                        | Nota(s)                                               |
| División Mayor de Baloncesto Boliviano (DIMABBOL) | División Mayor de Baloncesto Boliviano (DIMABBOL) | División Mayor de Baloncesto Boliviano (DIMABBOL) | División Mayor de Baloncesto Boliviano (DIMABBOL) | División Mayor de Baloncesto Boliviano (DIMABBOL)     |
| Liga Boliviana de Básquetbol Femenino (LIBOFEM)   | Liga Boliviana de Básquetbol Femenino (LIBOFEM)   | Liga Boliviana de Básquetbol Femenino (LIBOFEM)   | Liga Boliviana de Básquetbol Femenino (LIBOFEM)   | Liga Boliviana de Básquetbol Femenino (LIBOFEM)       |
| ------------------------------------------------- | ------------------------------------------------- | ------------------------------------------------- | ------------------------------------------------- | ----------------------------------------------------- |
| 2016                                              | San Simón                                         | N/A                                               | Alemán                                            | La LIBOBÁSQUET sustituye a la LSBB como organizadora. |
| 2017                                              | Campeonato no disputado                           | Campeonato no disputado                           | Campeonato no disputado                           | Campeonato no disputado                               |
| 2018                                              | CARL (A-Z)                                        | N/A                                               | Tenis                                             |                                                       |
| 2019                                              | CARL (A-Z)                                        | N/A                                               | Tenis                                             | Campeón invicto                                       |
| 2020                                              | Campeonato no disputado                           | Campeonato no disputado                           | Campeonato no disputado                           | Campeonato no disputado                               |
| 2021                                              | Campeonato no disputado                           | Campeonato no disputado                           | Campeonato no disputado                           | Campeonato no disputado                               |
| 2022                                              | San Simón                                         | N/A                                               | Tenis                                             |                                                       |
| 2023                                              | Tenis                                             | N/A                                               | CARL (A-Z)                                        |                                                       |
| 2024                                              | CARL (A-Z) (3)                                    | N/A                                               | CAN                                               |                                                       |

## Estadísticas

### Entrenadores campeones
| 2016 | Sandro Patiño    | San Simón  | Wilman Flores | Alemán | [ 15 ] |
| 2018 | Marcelo Mendieta | CARL (A-Z) | Jorge Echalar | Tenis  | [ 16 ] |
| 2019 | Marcelo Mendieta | CARL (A-Z) | Jorge Echalar | Tenis  | [ 17 ] |
| 2022 | Sandro Patiño    | San Simón  | Jorge Echalar | Tenis  |        |

### Invictos más largos
Las distintas rachas de los equipos que más tiempo han permanecido en calidad de invicto
En negrita los equipos que actualmente compiten en la Liga Boliviana de Básquetbol Femenina.
Conteo hasta la temporada 2019 inclusive.
| - 14 - Carl A-Z de Oruro (vigente) - 13 - San Simón de Cochabamba - 10 - Tenis de La Paz |

### Equipos bolivianos en laLiga Sudamericana de Clubes Femenina (1981-Act.)
La siguiente tabla muestra la participación de los equipos bolivianos en la Liga Sudamericana de Clubes desde su creación en el año 1981 hasta la fecha.
En las ediciones de: 1983, 1984, 1986, 1987, 1989, 1990, 1991, 1992, 1999, 2012 no participó ningún club boliviano.
| Año  | Clubes               | Campaña      | Resultados |
| ---- | -------------------- | ------------ | ---------- |
| 1981 | San Martin           |              |            |
| 1993 | Maryknoll            |              |            |
| 1996 | Universidad Católica |              |            |
| 1998 | Real Santa Cruz      |              |            |
| 2002 | Economía             | Cuarto Lugar | 3-4        |
| 2009 | Univalle             | Primera Fase | 1-4        |
| 2014 | Universidad Católica | Primera Fase | 0-5        |
| 2015 | San Simón            | Primera Fase | 1-2        |
| 2019 | Tenis                | Primera Fase | 0-3        |
| 2021 | Carl A-Z             | Primera Fase | 0-3        |
| 2022 | Carl A-Z             | Primera Fase | 2-1        |